# Halsbryum
Halsbryum (Bryum turbinatum) är en bladmossart som beskrevs av Turner 1804. Halsbryum ingår i släktet bryummossor, och familjen Bryaceae. Enligt den finländska rödlistan är arten nära hotad i Finland. Enligt den svenska rödlistan är arten sårbar i Sverige. Arten förekommer i Götaland, Öland, Svealand och Nedre Norrland. Artens livsmiljö är diken. Inga underarter finns listade i Catalogue of Life.